# Bizau
Bizau – gmina w Austrii, w kraju związkowym Vorarlberg, w powiecie Bregencja. Liczy 1039 mieszkańców (1 stycznia 2015).